# Christian Borngräber
Christian Borngräber (* 4. April 1945 in Wernigerode; † 15. Oktober 1992 in Berlin) war ein deutscher Architekturhistoriker, Designkritiker und -theoretiker.

## Leben
Borngräber wuchs in Berlin auf und war begeistert von den architektonischen Experimenten der Frontstadt des Kalten Krieges, sowohl von der Stalinallee im Osten, wie auch vom Hansa-Viertel der Interbau im Westen. Im Hansaviertel bezog er 1957 eine Wohnung mit seiner Mutter. Borngräber studierte 1965–1972 Architektur und Fotografie an der Technischen Universität Berlin und an der Fachhochschule Darmstadt. 1972/73 war er Grafik-Designer am Institut für Visuelle Kommunikation von Herbert W. Kapitzki in Berlin und u. a. an der Gestaltung der „Dauerausstellung 20. Jahrhundert“ im Historischen Museum Frankfurt beteiligt.
Seit 1974 war Borngräber freiberuflicher Architekturhistoriker mit den Themenschwerpunkten Architektur in der Weimarer Republik und im Stalinismus, er schrieb Beiträge für Kataloge und war Mitorganisator bedeutender Ausstellungen. Ab 1977 war er Mitorganisator bedeutender Ausstellungen zu Architektur und Design. Als Sammler und Theoretiker befasste er sich zunächst mit dem Design der 1950er Jahre. Später übernahm er mehr und mehr einen aktiven Part und plädierte, unter anderem im Berliner Design-Handbuch, für risikoreiches zeitgenössisches Design. An die Stelle der Aufarbeitung der Geschichte der frühen Moderne trat nun verstärkt die Rolle als Kommentator und Anreger, die ihn bald zu einer zentralen Gestalt des Neuen deutschen Design werden ließ, für das sich Borngräber öffentlich und privat massiv einsetzte.
Zusammen mit dem US-amerikanischen Künstler und Grafiker Alan F. Sundberg schuf er unter dem Pseudonym P. G. Krille ironisch-dekonstruktive Konzeptkunstwerke mit designkritischem Bezug. Exemplarisch für Borngräbers ironische Konzeptkunstwerke ist das dekonstruktive Ready-made „Rasierter Perser“. Einem orientalisch-feinknüpftechnische Ornamentik imitierend billig bedruckten Polyesterfaden-Schlingenwaren-Läufer zog er, metaphorisch einen Fußgänger-Überweg persiflierend, in regelmäßigen Abständen die Fäden. Einen besonderen Sinn für seine humorvoll geprägte angewandte Designkritik bewies die Jury des Rat für Formgebung, in dem sie 1988 den „Rasierten Perser“ mit einem Design Plus-Preis der Internationalen Konsumgütermesse „Ambiente“ der Messe Frankfurt auszeichnete, obwohl die künstlerisch-dekonstruktive Bearbeitung der Webware ja ganz bewusst ihre Konsumgütertauglichkeit, die von dieser Auszeichnung üblicherweise unterstrichen werden soll, nicht nur teilweise, sondern vollständig entzogen hatte.
Christian Borngräber publizierte in Deutschland wie im europäischen Ausland. Seine Beiträge zu Kultur- und Zeitgeschichte erschienen in Fachpublikationen in Paris wie in London, er nahm an interdisziplinären Forschungsprojekten zur Stadtentwicklung in Berlin nach 1945 teil und veranstaltete Seminare zur deutschen und sowjetischen Architektur in Mailand.
In Filmen, Büchern und Workshops wie der Berliner Designwerkstatt 1988 schuf er mit Designern, Künstlern, Architekten Foren für die Erprobung neuer gestalterischer Ideen, die den Mainstream jener Jahre in Frage stellten. Borngräbers „DesignBilanz“ (verfasst zusammen mit Volker Albus) zeichnet die Entstehung und Entwicklung des „Neuen deutschen Design“ nach. Das Buch erschien 1992 wenige Tage nach dem Tod Borngräbers.
Der Kunstkritiker Wolfgang Max Faust setzte Christian Borngräber in dem autobiographischen Bericht Dies alles gibt es also im Jahr 1993 ein literarisches Denkmal. Die umfangreiche Bibliothek Borngräbers übernahm das Hamburgische Architektur Archiv. Ein Zimmer aus Borngräbers Kreuzberger Wohnung (mit eigenen Entwürfen und Stücken befreundeter Künstler und Designer) befindet sich im Museum Kunstpalast in Düsseldorf. Die „Prototypen der Berliner Designwerkstatt 1988“ werden im Museum für Kunstgewerbe der Sammlung Preußischer Kulturbesitz in Berlin gezeigt. 1999 erinnerte die NGBK mit der Ausstellung  „Unterbrochene Karrieren“ an die drei an den Folgen von Aids verstorbenen Kunstvermittler Manfred Salzgeber. Wolfgang Max Faust und Christian Borngräber.

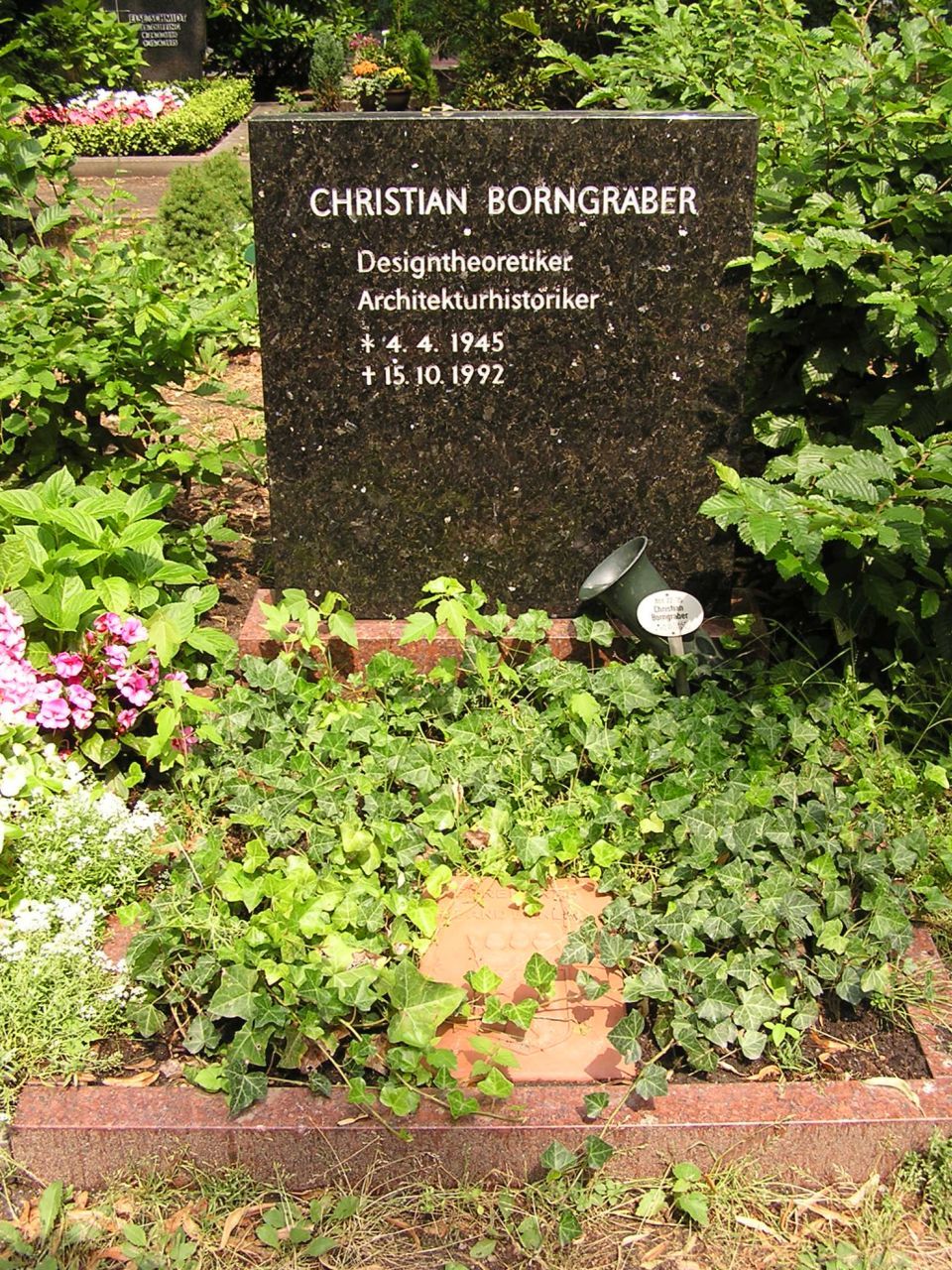
Grab auf dem Friedhof Friedenau

Borngräber, der offen schwul lebte, starb am 15. Oktober 1992 an AIDS. Er wurde auf dem Friedhof Friedenau beigesetzt. Sein Grab wird als Ehrengrab des Landes Berlin geführt.

## Werke (Auswahl)

### Bücher
- Stilnovo, Design in den fünfziger Jahren. Fricke, Frankfurt [Main] 1979, ISBN 978-3-88184-019-4.
- Prototypen. Avantgarde Design aus Berlin / Avantgarde Design uit Berlijn. Hrsg., Texte deutsch/niederländisch, Katalog zur Wanderausstellung, Uitgeverij 010 Verlag, Rotterdam 1986, ISBN 978-90-6450-038-1.
- Berliner Design-Handbuch, Hrsg., Merve Verlag, Berlin 1987. ISBN 3-88396-055-1.
- Berliner Wege. Prototypen der Designwerkstatt. Prototypes for the Designwerkstatt.,  Texte deutsch/englisch, Verlag Ernst& Sohn, Berlin 1988, ISBN 3-433-02283-6.
- Design Bilanz – Neues deutsches Design der 80er Jahre in Objekten, Bildern, Daten und Texten, zus. m. Volker Albus, DuMont Verlag, Köln 1992, ISBN 3-7701-2567-3.

### Beiträge (Auswahl)
- Fotobeiträge für Zwei Korken für Schlienz, Merkel, Johannes, Basis-Verlag, Berlin 1971.
- Bruchstücke – Westdeutsches Nachkriegsdesign 1945–1955, in: Grauzonen Farbwelten, Kunst und Zeitbilder 1945–1955, NGBK, Berlin 1983, ISBN 978-3-88602-069-0.
- Zwischen Biederkeit und Schrippendale – herausragendes Design der fünfziger Jahre, in: Der Spiegel, 14/1984, S. 238–242[5]
- Das deutsche Avantgarde-Design – Möbel, Mode, Kunst und Kunstgewerbe, Hrsg. und Dokumentationen, Kunstforum International Bd. 82, Köln 1986.
- Juste Milieu – das Innerste der Familie als Baustelle, in: Volker Albus, Michel Feith, Rouli Lecatsa, Wolfgang Schepers, Claudia Schneider-Esleben [Hrsg.]: Gefühlscollagen – Wohnen von Sinnen, S. 30–34, DuMont Verlag, Köln, 1986, ISBN 3-7701-1928-2
- Der Sehnerv darf verletzt werden, das Sitzfleisch nicht, in: Peter Teichgräber [Hrsg.]: Stiletto – Kraft durch Design, Kunstausstellungskatalog Nr. 5, Prodomo, Wien 1987, Vorwort zur Ausstellung[6]
- Design III: Deutsche Möbel, Hrsg. und Dokumentationen, Kunstforum International Bd. 99, Köln 1989.

### Filme
- Stromlinie und rechter Winkel, Kunst und Design in den 50er Jahren, (mit Chika Schulze-Rhondorf), 43 Min., Köln: WDR 1981.
- Stalinallee und Hansaviertel. Berliner Bauten der 50er Jahre, 35 Min., Köln: WDR 1983.
- Anonym und pflegeleicht. Wohnen in den 50er Jahren, 43 Min., Hamburg: NDR 1986.
- Aufbruch zum Durchbruch – Eine Schau zum Neuen Deutschen Design, Konzept und Moderation, 70 Min., Produktion: WDR, Köln, 1985, Regie: Bob Rooyens; ausgestrahlt am 4. Februar 1986, 23:00 Uhr, im Ersten Programm der ARD[7][8][9]